# Aphyllorchis queenslandica
Aphyllorchis queenslandica är en orkidéart som beskrevs av Alick William Dockrill. Aphyllorchis queenslandica ingår i släktet Aphyllorchis och familjen orkidéer. Inga underarter finns listade i Catalogue of Life.